# 大友義路
大友 義路（おおとも よしみち）は、江戸時代後期の高家旗本。
関宿藩主久世広誉の長男久世綏之の子として生まれる。高家旗本大友義智の婿養子となり、文政4年（1821年）12月15日、将軍徳川家斉に御目見する。文政7年（1824年）7月27日、家督を相続する。天保13年（1842年）12月8日、高家職に就き、従五位下・侍従・豊後守に叙任する。当時、49歳であった。嘉永元年（1848年）11月16日、辞職する。嘉永2年（1849年）2月5日、死去した。